# Saharon Šelach
Saharon Šelach (hebrejsky: שהרן שלח, narozený 3. července 1945 v Jeruzalémě) je izraelský matematik.
Je profesorem matematiky na Hebrejské univerzitě v Jeruzalémě a na Rutgersově univerzitě v New Jersey, USA. Jeho oborem je matematická logika, především teorie modelů a teorie množin.
Doposud (2012) publikoval asi 1000 matematických děl, z toho přibližně 500 spolu s asi 220 kolegy.
Je ženatý a se ženou Jael má tři děti. Jeho otec Uriel byl politický aktivista a básník (pseudonym Jonatan Ratoš), odtud neobvyklé jméno Saharon (Srpek luny).